# Nebo (bọ cạp)
Nebo là một chi bọ cạp trong họ Diplocentridae.

## Các loài
Chi này gồm các loài sau đây:
- Nebo flavipes Simon, 1882
- Nebo franckei Vachon, 1980
- Nebo grandis Francke, 1980
- Nebo henjamicus Francke, 1980
- Nebo hierichonticus (Simon, 1872)
- Nebo omanensis Francke, 1980
- Nebo poggesii Sissom, 1994
- Nebo whitei Vachon, 1980
- Nebo yemenensis Francke, 1980